# Grand Prix Japonska 2024
Grand Prix Japonska 2024 (oficiálně Formula 1 MSC Cruises Japanese Grand Prix 2024) se jela na okruhu Suzuka Circuit v Suzuce v Japonsku dne 7. dubna 2024. Závod byl čtvrtým v pořadí v sezóně 2024 šampionátu Formule 1.

## Kvalifikace
Kvalifikace se uskutečnila 6. dubna 2024 v 15:00 místního času (UTC+9).
| Poř.                        | Č. | Jezdec           | Konstruktér                  | Časy v kvalifikaci | Časy v kvalifikaci | Časy v kvalifikaci | Pořadí na startu |
| Poř.                        | Č. | Jezdec           | Konstruktér                  | Q1                 | Q2                 | Q3                 | Pořadí na startu |
| --------------------------- | -- | ---------------- | ---------------------------- | ------------------ | ------------------ | ------------------ | ---------------- |
| 1                           | 1  | Max Verstappen   | Red Bull Racing-Honda RBPT   | 1:28.866           | 1:28.740           | 1:28.197           | 1                |
| 2                           | 11 | Sergio Pérez     | Red Bull Racing-Honda RBPT   | 1:29.303           | 1:28.752           | 1:28.263           | 2                |
| 3                           | 4  | Lando Norris     | McLaren-Mercedes             | 1:29.536           | 1:28.940           | 1:28.489           | 3                |
| 4                           | 55 | Carlos Sainz Jr. | Ferrari                      | 1:29.513           | 1:29.099           | 1:28.682           | 4                |
| 5                           | 14 | Fernando Alonso  | Aston Martin Aramco-Mercedes | 1:29.254           | 1:29.082           | 1:28.686           | 5                |
| 6                           | 81 | Oscar Piastri    | McLaren-Mercedes             | 1:29.425           | 1:29.148           | 1:28.760           | 6                |
| 7                           | 44 | Lewis Hamilton   | Mercedes                     | 1:29.661           | 1:28.887           | 1:28.766           | 7                |
| 8                           | 16 | Charles Leclerc  | Ferrari                      | 1:29.338           | 1:29.196           | 1:28.786           | 8                |
| 9                           | 63 | George Russell   | Mercedes                     | 1:29.799           | 1:29.140           | 1:29.008           | 9                |
| 10                          | 22 | Júki Cunoda      | RB-Honda RBPT                | 1:29.775           | 1:29.417           | 1:29.413           | 10               |
| 11                          | 3  | Daniel Ricciardo | RB-Honda RBPT                | 1:29.727           | 1:29.472           |                    | 11               |
| 12                          | 27 | Nico Hülkenberg  | Haas-Ferrari                 | 1:29.821           | 1:29.494           |                    | 12               |
| 13                          | 77 | Valtteri Bottas  | Kick Sauber-Ferrari          | 1:29.602           | 1:29.593           |                    | 13               |
| 14                          | 23 | Alexander Albon  | Williams-Mercedes            | 1:29.963           | 1:29.714           |                    | 14               |
| 15                          | 31 | Esteban Ocon     | Alpine-Renault               | 1:29.811           | 1:29.816           |                    | 15               |
| 16                          | 18 | Lance Stroll     | Aston Martin Aramco-Mercedes | 1:30.024           |                    |                    | 16               |
| 17                          | 10 | Pierre Gasly     | Alpine-Renault               | 1:30.119           |                    |                    | 17               |
| 18                          | 20 | Kevin Magnussen  | Haas-Ferrari                 | 1:30.131           |                    |                    | 18               |
| 19                          | 2  | Logan Sargeant   | Williams-Mercedes            | 1:30.139           |                    |                    | 19               |
| 20                          | 24 | Čou Kuan-jü      | Kick Sauber-Ferrari          | 1:30.143           |                    |                    | 20               |
| 107 % času vítěze: 1:35.086 |    |                  |                              |                    |                    |                    |                  |
| Zdroj:                      |    |                  |                              |                    |                    |                    |                  |

## Závod
Závod se uskutečnil 7. dubna 2024 v 14:00 místního času (UTC+9).
| Poř.                                                                                 | No. | Jezdec           | Konstruktér                  | Počet kol | Čas/Odstoupení | Start | Body |
| ------------------------------------------------------------------------------------ | --- | ---------------- | ---------------------------- | --------- | -------------- | ----- | ---- |
| 1                                                                                    | 1   | Max Verstappen   | Red Bull Racing-Honda RBPT   | 53        | 1:54:23.566    | 1     | 26   |
| 2                                                                                    | 11  | Sergio Pérez     | Red Bull Racing-Honda RBPT   | 53        | +12.535        | 2     | 18   |
| 3                                                                                    | 55  | Carlos Sainz Jr. | Ferrari                      | 53        | +20.866        | 4     | 15   |
| 4                                                                                    | 16  | Charles Leclerc  | Ferrari                      | 53        | +26.522        | 8     | 12   |
| 5                                                                                    | 4   | Lando Norris     | McLaren-Mercedes             | 53        | +29.700        | 3     | 10   |
| 6                                                                                    | 14  | Fernando Alonso  | Aston Martin Aramco-Mercedes | 53        | +44.272        | 5     | 8    |
| 7                                                                                    | 63  | George Russell   | Mercedes                     | 53        | +45.951        | 9     | 6    |
| 8                                                                                    | 81  | Oscar Piastri    | McLaren-Mercedes             | 53        | +47.525        | 6     | 4    |
| 9                                                                                    | 44  | Lewis Hamilton   | Mercedes                     | 53        | +48.626        | 7     | 2    |
| 10                                                                                   | 22  | Júki Cunoda      | RB-Honda RBPT                | 52        | +1 kolo        | 10    | 1    |
| 11                                                                                   | 27  | Nico Hülkenberg  | Haas-Ferrari                 | 52        | +1 kolo        | 12    |      |
| 12                                                                                   | 18  | Lance Stroll     | Aston Martin Aramco-Mercedes | 52        | +1 kolo        | 16    |      |
| 13                                                                                   | 20  | Kevin Magnussen  | Haas-Ferrari                 | 52        | +1 kolo        | 18    |      |
| 14                                                                                   | 77  | Valtteri Bottas  | Kick Sauber-Ferrari          | 52        | +1 kolo        | 13    |      |
| 15                                                                                   | 31  | Esteban Ocon     | Alpine-Renault               | 52        | +1 kolo        | 15    |      |
| 16                                                                                   | 10  | Pierre Gasly     | Alpine-Renault               | 52        | +1 kolo        | 17    |      |
| 17                                                                                   | 2   | Logan Sargeant   | Williams-Mercedes            | 52        | +1 kolo        | 19    |      |
| Ret                                                                                  | 24  | Čou Kuan-jü      | Kick Sauber-Ferrari          | 12        | Převodovka     | 20    |      |
| Ret                                                                                  | 3   | Daniel Ricciardo | RB-Honda RBPT                | 0         | Nehoda         | 11    |      |
| Ret                                                                                  | 23  | Alexander Albon  | Williams-Mercedes            | 0         | Nehoda         | 14    |      |
| Nejrychlejší kolo: Max Verstappen (Red Bull Racing-Honda RBPT) – 1:33.706 (50. kolo) |     |                  |                              |           |                |       |      |
| Zdroj:                                                                               |     |                  |                              |           |                |       |      |

Poznámky
1. ↑  Včetně bodu za nejrychlejší kolo.

## Průběžné pořadí po závodě
|        | Pořadí | Jezdec           | Body |
| ------ | ------ | ---------------- | ---- |
|        | 1      | Max Verstappen   | 77   |
| 1      | 2      | Sergio Pérez     | 64   |
| 1      | 3      | Charles Leclerc  | 59   |
|        | 4      | Carlos Sainz Jr. | 55   |
| 1      | 5      | Lando Norris     | 37   |
| Zdroj: |        |                  |      |

|        | Pořadí | Konstruktér                  | Body |
| ------ | ------ | ---------------------------- | ---- |
|        | 1      | Red Bull Racing-Honda RBPT   | 141  |
|        | 2      | Ferrari                      | 120  |
|        | 3      | McLaren-Mercedes             | 69   |
|        | 4      | Mercedes                     | 34   |
|        | 5      | Aston Martin Aramco-Mercedes | 33   |
| Zdroj: |        |                              |      |